# Gambais
Gambais est une commune française située dans le département des Yvelines en région Île-de-France. Ses habitants sont appelés les Gambaisiens.

## Géographie

### Situation
La commune de Gambais est située à la lisière nord-ouest de la forêt de Rambouillet.

Elle se trouve, par la route, à environ 37 kilomètres à l'ouest de Versailles et 28 kilomètres au sud de Mantes-la-Jolie, le chef-lieu d'arrondissement. Houdan, chef-lieu de canton, est à 7 kilomètres au nord-ouest et Rambouillet à 21 kilomètres au sud-est.
Les communes limitrophes sont Bazainville, Bourdonné, Gambaiseuil, Grosrouvre, Maulette et Millemont.

### Hydrographie
La commune est arrosée par la Vesgre, rivière qui prend sa source à Saint-Léger-en-Yvelines, dans la forêt de Rambouillet, et se jette dans l'Eure à Ivry-la-Bataille.

### Hameaux de la commune
- Le Boulay ;
- Mocsouris à la limite de Maulette ;
- Perdreauville ;
- Saint-Aignan où se trouve l'église ;
- Saint-Côme ;
- les Grésillons ;
- les Pideaux ;
- les Quatre Pilliers .

### Communes voisines
Les communes sont Millemont au nord-est, Grosrouvre à l'est, Gambaiseuil au sud-est, Bourdonné au sud, Maulette à l'ouest et Bazainville au nord.

### Transports et voies de communications

#### Réseau routier
- La route nationale 12 borde le nord de la commune, menant vers l'est à l'autoroute A12 et vers l'ouest à Houdan et Dreux.
- La route départementale 983 traverse la commune : depuis le centre du bourg, elle mène, vers le nord-ouest, à Maulette et au-delà, vers le nord, à Mantes-la-Jolie et, vers le sud, à Bourdonné et au-delà, vers le sud-est, à Nogent-le-Roi en Eure-et-Loir.
- La route départementale 179 commence dans le bourg au droit de la RD 983 et rejoint la RN 12, vers le nord-est, avec le nom d’avenue de Neuville , une longue ligne droite bordée d’une voie douce pour piétons et cyclistes en face de l'entrée du château.
- La route départementale 112 traverse la commune, menant, vers le nord, à Bazainville et Richebourg, se confondant avec la RD 179 dans le centre du village et menant, vers le sud-est, à Gambaiseuil et Montfort-l'Amaury.

#### Desserte ferroviaire
La gare SNCF la plus proche est la gare de Houdan à moins de sept kilomètres au nord-est.

#### Bus
La commune est desservie par les lignes 5215, 5216 et 7806 du réseau de bus Centre et Sud Yvelines.

### Climat
Pour des articles plus généraux, voir Climat de l'Île-de-France et Climat des Yvelines.
En 2010, le climat de la commune est de type climat océanique dégradé des plaines du Centre et du Nord, selon une étude du CNRS s'appuyant sur une série de données couvrant la période 1971-2000. En 2020, Météo-France publie une typologie des climats de la France métropolitaine dans laquelle la commune est dans une zone de transition entre le climat océanique et le climat océanique altéré et est dans la région climatique  Sud-ouest du bassin Parisien, caractérisée par une faible pluviométrie, notamment au printemps (120 à 150 mm) et un hiver froid (3,5 °C). 
Pour la période 1971-2000, la température annuelle moyenne est de 10,4 °C, avec une amplitude thermique annuelle de 14,5 °C. Le cumul annuel moyen de précipitations est de 645 mm, avec 10,5 jours de précipitations en janvier et 7,9 jours en juillet. Pour la période 1991-2020, la température moyenne annuelle observée sur la station météorologique la plus proche, située sur la commune de Saint-Léger-en-Yvelines à 9 km à vol d'oiseau, est de 11,0 °C et le cumul annuel moyen de précipitations est de 706,3 mm,. Pour l'avenir, les paramètres climatiques de la commune estimés pour 2050 selon différents scénarios d'émission de gaz à effet de serre sont consultables sur un site dédié publié par Météo-France en novembre 2022.

## Urbanisme

### Typologie
Au 1er janvier 2024, Gambais est catégorisée commune rurale à habitat dispersé, selon la nouvelle grille communale de densité à sept niveaux définie par l'Insee en 2022.
Elle est située hors unité urbaine. Par ailleurs la commune fait partie de l'aire d'attraction de Paris, dont elle est une commune de la couronne,. Cette aire regroupe 1 929 communes,.

### Occupation des sols
Le tableau ci-dessous présente l'occupation des sols de la commune en 2018, telle qu'elle ressort de la base de données européenne d'occupation biophysique des sols Corine Land Cover (CLC).
| Type d’occupation                             | Pourcentage | Superficie (en hectares) |
| --------------------------------------------- | ----------- | ------------------------ |
| Tissu urbain discontinu                       | 9,0 %       | 205                      |
| Terres arables hors périmètres d'irrigation   | 38,0 %      | 868                      |
| Prairies et autres surfaces toujours en herbe | 12,2 %      | 279                      |
| Systèmes culturaux et parcellaires complexes  | 1,1 %       | 25                       |
| Forêts de feuillus                            | 29,0 %      | 661                      |
| Forêts de conifères                           | 9,0 %       | 204                      |
| Forêt et végétation arbustive en mutation     | 1,8 %       | 40                       |
| Source : Corine Land Cover                    |             |                          |

## Toponymie
Le nom de la localité est attesté sous les formes Gabesium[Quand ?], Gambesium in Pinssiacensi (Gambais en Pincerais) au XIe siècle,, Gambes au XIe siècle, Gaimbeis en 1179, Gambès au XIIIe siècle, Gambez en 1382, Gambeis.
Gambais est homonyme de Wambez (Oise) et Wambaix (Nord), forme picarde, on y reconnaît le germanique *Wan-baki « ruisseau épuisé, intermittent ».

## Histoire

### Héraldique
| Armes de Gambais | Les armes de Gambais se blasonnent ainsi : D'or à la bande de gueules chargé d'un renard courant d'argent. |

### Historique
Gambais est située dans la forêt Aequilina devenue Iveline, région boisée, parcourue par de nombreux cours d’eau.
La région fut habitée par les Carnutes, peuple gaulois. Il est pratiquement certain qu’un culte druidique était célébré dans la région, un dolmen est encore visible dans la forêt au lieu-dit les Bruyères.
Les Romains s'y sont établis ; il a été trouvé, dans les bois, des vestiges (débris de poterie, fibules, pièces de monnaie), attestant leur présence.
Le christianisme s’est établi à Gambais aux IVe, Ve et VIe siècles. La région fut évangélisée par saint Martin en 368 et saint Lubin en 556.
En 768, Pépin le Bref, roi des Francs, sur son lit de mort, donne à l’abbaye de Saint-Denis le district de la forêt des Yvelines.
Au Xe siècle, Robert le Pieux venait souvent chasser dans la forêt, redevenue terre royale.
Par donation royale, Gambais devint propriété des comtes de Montfort en 1123.
En 1283, à la suite du mariage de Yolande de Montfort avec  Arthur II, duc de Bretagne, Gambais revient au duc de Bretagne. À cette époque, le château de Gambais n’était pas le château de Neuville, mais le château Trompette. Du Guesclin y séjourna plusieurs mois pour y organiser sa garnison.
Il fut incendié par les calvinistes pendant les guerres de Religion. Il est possible qu’au lieu-dit la citadelle, un autre château de même type ait été construit, faisant partie de la même ligne de défense.
Au XVIe siècle, Gambais redevient terre royale avec le comté de Montfort.
Le territoire communal fut la propriété du marquis de Labriffe après la Révolution française.

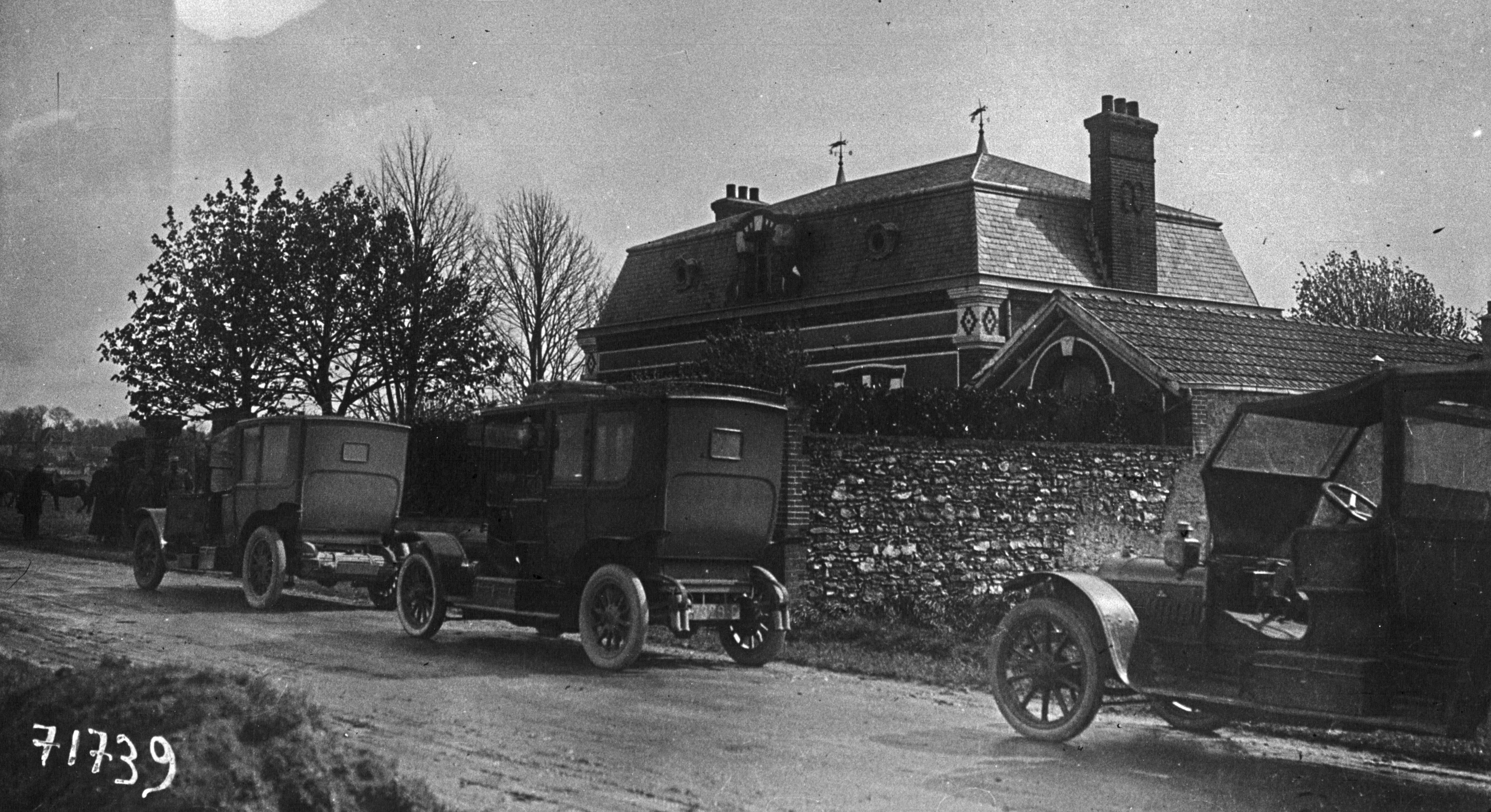
Perquisition devant la villa louée par Landru de Gambais (en 1919).

En 1915, Henri Désiré Landru y loua la Villa Tric, une bâtisse relativement isolée du bourg, située rue de l'Église, D 983, qui mène à Houdan. Il y assassina sept femmes seules qui furent les dernières de ses onze victimes, avant son arrestation survenue le 12 avril 1919. Par la suite, la demeure fut pillée par la foule, puis vendue à un restaurateur qui la rebaptisa Au Grillon du Foyer et aménagea une partie de la bâtisse en musée. Le restaurant ferma ses portes en 1940 et la maison fut ensuite revendue à des particuliers.

## Politique et administration

### Liste des maires
| Période                                  | Période                       | Identité                          | Étiquette | Qualité                                                                                              |
| ---------------------------------------- | ----------------------------- | --------------------------------- | --------- | --- |
| Les données manquantes sont à compléter. |                               |                                   |           | |
| 1865                                     |                               | Beurnier                          |           | |
| 1910                                     | 1912                          | Ernest Roullier                   |           | Directeur de l'école nationale d'aviculture                                                          |
| 1912                                     | 1917                          | Eugène Vasseur                    |           | |
| 1919                                     |                               | Georges Auchet                    |           | |
| mai 1953                                 | mars 1989                     | Louis Vassout                     | DVD       | Arboriculteur Conseiller général du canton de Houdan (1964→1991)                                     |
| mars 1989                                | mars 2001                     | Monique Cravello[réf. nécessaire] |           | |
| mars 2001                                | mars 2008                     | Jean-Claude Lecoq                 | DVD       | |
| mars 2008                                | mai 2020                      | Régis Bizeau                      | DVD       | Retraité                                                                                             |
| mai 2020                                 | En cours (au 19 janvier 2021) | Raphaël Nivoit                    | DVD       | Réalisateur de la matinale de RTL, ancien adjoint Conseiller départemental d'Aubergenville (2024 → ) |

### Instances administratives et judiciaires
La commune de Gambais appartient au canton d'Aubergenville et est rattachée à la communauté de communes Cœur d'Yvelines.
Sur le plan électoral, la commune est rattachée à la neuvième circonscription des Yvelines, circonscription à dominante rurale du nord-ouest des Yvelines.
Sur le plan judiciaire, Gambais fait partie de la juridiction d’instance de Mantes-la-Jolie et, comme toutes les communes des Yvelines, dépend du tribunal de grande instance ainsi que de tribunal de commerce sis à Versailles,.

### Tendances politiques et résultats
| Scrutin             | Scrutin             | 1er tour | 1er tour  | 1er tour | 1er tour | 1er tour  | 1er tour | 1er tour | 1er tour | 1er tour | 1er tour | 1er tour  | 1er tour | 2d tour | 2d tour | 2d tour | 2d tour | 2d tour | 2d tour |
| Scrutin             | Scrutin             | 1er      | 1er       | %        | 2e       | 2e        | %        | 3e       | 3e       | %        | 4e       | 4e        | %        | 1er     | 1er     | %       | 2e      | 2e      | %       |
| ------------------- | ------------------- | -------- | --------- | -------- | -------- | --------- | -------- | -------- | -------- | -------- | -------- | --------- | -------- | ------- | ------- | ------- | ------- | ------- | ------- |
| Présidentielle 2017 | Présidentielle 2017 |          | LR        | 32,48    |          | EM        | 28,31    |          | FN       | 14,53    |          | LFI       | 10,54    |         | EM      | 72,58   |         | FN      | 27,42   |
| Présidentielle 2022 | Présidentielle 2022 |          | LREM      | 34,71    |          | RN        | 16,44    |          | LFI      | 12,86    |          | LR        | 11,04    |         | LREM    | 67,18   |         | RN      | 32,82   |
| Législatives 2022   | 9e                  |          | MoDem-Ens | 26,77    |          | LR        | 21,40    |          | RN       | 17,46    |          | LFI-Nupes | 14,77    |         | MoDem   | 65,47   |         | RN      | 34,53   |
| Législatives 2024   | 9e                  |          | RN        | 31,19    |          | MoDem-Ens | 31,06    |          | PS-NFP   | 18,01    |          | LR        | 13,38    |         | RN      | 52,00   |         | PS      | 48,00   |

## Population et société

### Démographie

#### Évolution démographique
L'évolution du nombre d'habitants est connue à travers les recensements de la population effectués dans la commune depuis 1793. Pour les communes de moins de 10 000 habitants, une enquête de recensement portant sur toute la population est réalisée tous les cinq ans, les populations de référence des années intermédiaires étant quant à elles estimées par interpolation ou extrapolation. Pour la commune, le premier recensement exhaustif entrant dans le cadre du nouveau dispositif a été réalisé en 2008.

En 2022, la commune comptait 2 513 habitants, en évolution de +2,7 % par rapport à 2016 (Yvelines : +2,72 %, France hors Mayotte : +2,11 %).
| 1793 | 1800 | 1806 | 1821 | 1831 | 1836  | 1841  | 1846  | 1851  |
| ---- | ---- | ---- | ---- | ---- | ----- | ----- | ----- | ----- |
| 725  | 709  | 878  | 910  | 997  | 1 026 | 1 059 | 1 028 | 1 037 |

| 1856  | 1861  | 1866  | 1872 | 1876 | 1881  | 1886  | 1891  | 1896  |
| ----- | ----- | ----- | ---- | ---- | ----- | ----- | ----- | ----- |
| 1 012 | 1 004 | 1 013 | 975  | 999  | 1 018 | 1 056 | 1 096 | 1 072 |

| 1901  | 1906  | 1911  | 1921  | 1926 | 1931 | 1936 | 1946 | 1954 |
| ----- | ----- | ----- | ----- | ---- | ---- | ---- | ---- | ---- |
| 1 024 | 1 105 | 1 118 | 1 036 | 942  | 826  | 848  | 896  | 877  |

| 1962 | 1968  | 1975  | 1982  | 1990  | 1999  | 2006  | 2008  | 2013  |
| ---- | ----- | ----- | ----- | ----- | ----- | ----- | ----- | ----- |
| 888  | 1 084 | 1 239 | 1 365 | 1 730 | 2 064 | 2 343 | 2 422 | 2 402 |

| 2018  | 2022  | - | - | - | - | - | - | - |
| ----- | ----- | - | - | - | - | - | - | - |
| 2 479 | 2 513 | - | - | - | - | - | - | - |

#### Pyramide des âges
En 2018, le taux de personnes d'un âge inférieur à 30 ans s'élève à 32,6 %, soit en dessous de la moyenne départementale (38 %). À l'inverse, le taux de personnes d'âge supérieur à 60 ans est de 23,8 % la même année, alors qu'il est de 21,7 % au niveau départemental.
En 2018, la commune comptait 1 246 hommes pour 1 233 femmes, soit un taux de 50,26 % d'hommes, légèrement supérieur au taux départemental (48,68 %).
Les pyramides des âges de la commune et du département s'établissent comme suit.
| Hommes | Classe d’âge | Femmes |
| ------ | ------------ | ------ |
| 0,2    | 90 ou +      | 0,6    |
| 3,9    | 75-89 ans    | 5,3    |
| 18,9   | 60-74 ans    | 18,7   |
| 26,8   | 45-59 ans    | 26,9   |
| 15,2   | 30-44 ans    | 18,3   |
| 14,0   | 15-29 ans    | 13,0   |
| 20,9   | 0-14 ans     | 17,2   |

| Hommes | Classe d’âge | Femmes |
| ------ | ------------ | ------ |
| 0,6    | 90 ou +      | 1,4    |
| 6      | 75-89 ans    | 7,8    |
| 13,5   | 60-74 ans    | 14,8   |
| 20,7   | 45-59 ans    | 20,1   |
| 19,6   | 30-44 ans    | 19,9   |
| 18,5   | 15-29 ans    | 16,8   |
| 21,2   | 0-14 ans     | 19,2   |

## Économie
Le village comporte une boulangerie-pâtisserie, un petit commerce (Petit Marché), un café (le Café du Chasteau), une fleuriste (Il était une fleur), deux agences immobilières, un restaurant, une école primaire, une poste, un antiquaire, un centre communautaire, un parc public.

## Enseignement
Le village comporte une école maternelle et primaire.

## Lieux et monuments

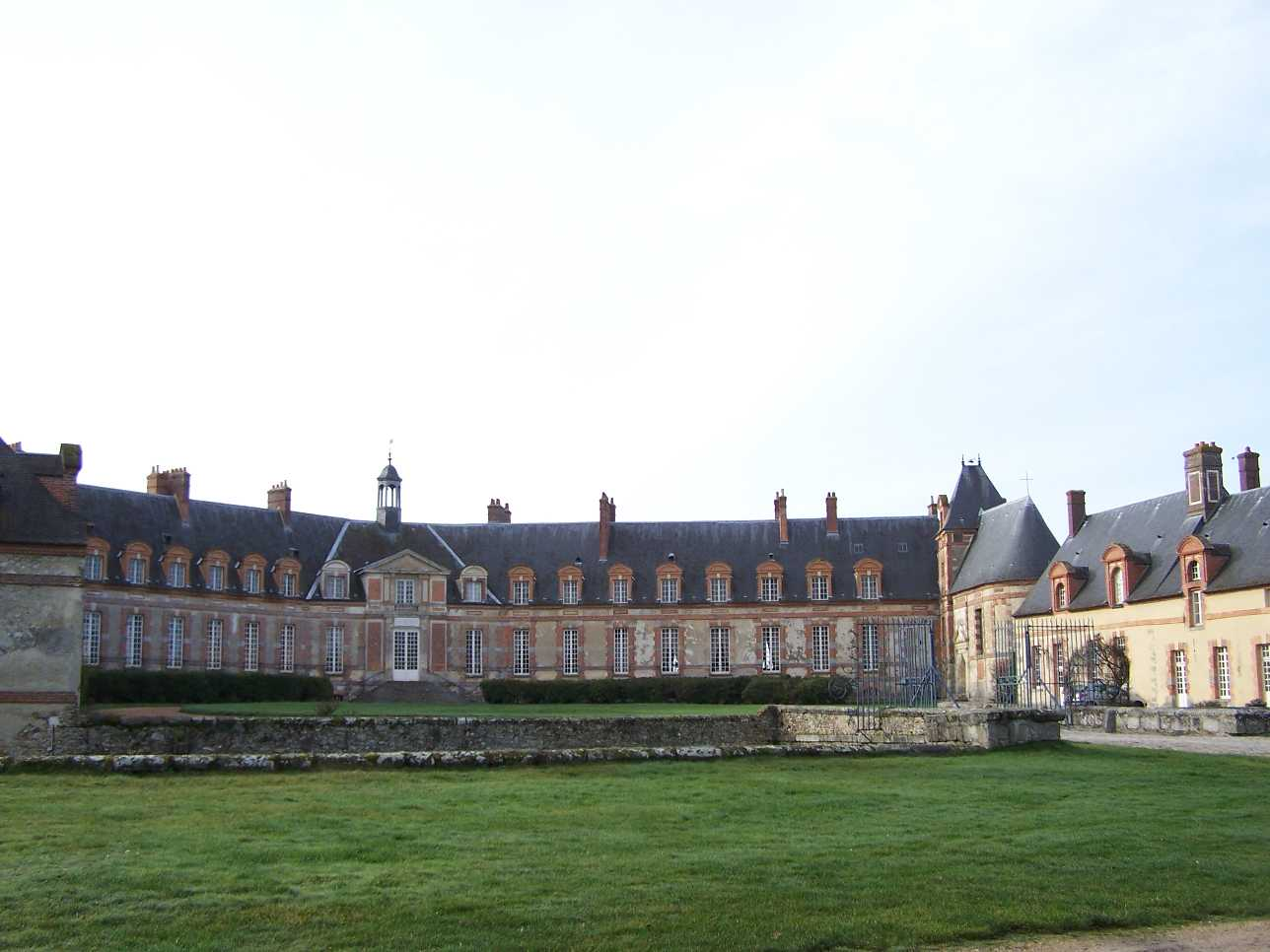
Château de Neuville.

- Église Saint-Aignan : bâtiment du Xe siècle, à clocher en tour carrée rehaussée en 1621, à couverture en ardoise, inscrit à l'inventaire des monuments historiques en 1946.
- Le château de Neuville : il s'agit d'un château de style Henri III en brique et pierre, construit au XVIe siècle par Joachim de Bellengreville (Grand prévôt de France), et agrandi en 1750 par Agnès de Révol. Il fut vendu comme bien national sous la Révolution française puis racheté en 1795 par la famille de Labriffe qui en est toujours propriétaire. Restauré en 1966, il a été classé monument historique en 1972. Dans le domaine constitué par un parc boisé de 110 hectares, une ferme en quadrilatère date du XVIIe siècle. Le château a servi de décor au tournage du film Peau d'Âne de Jacques Demy en 1970, pour une partie des scènes, en particulier en forêt[36],[37], ainsi qu'à d'autres films.

## Personnalités liées à la commune

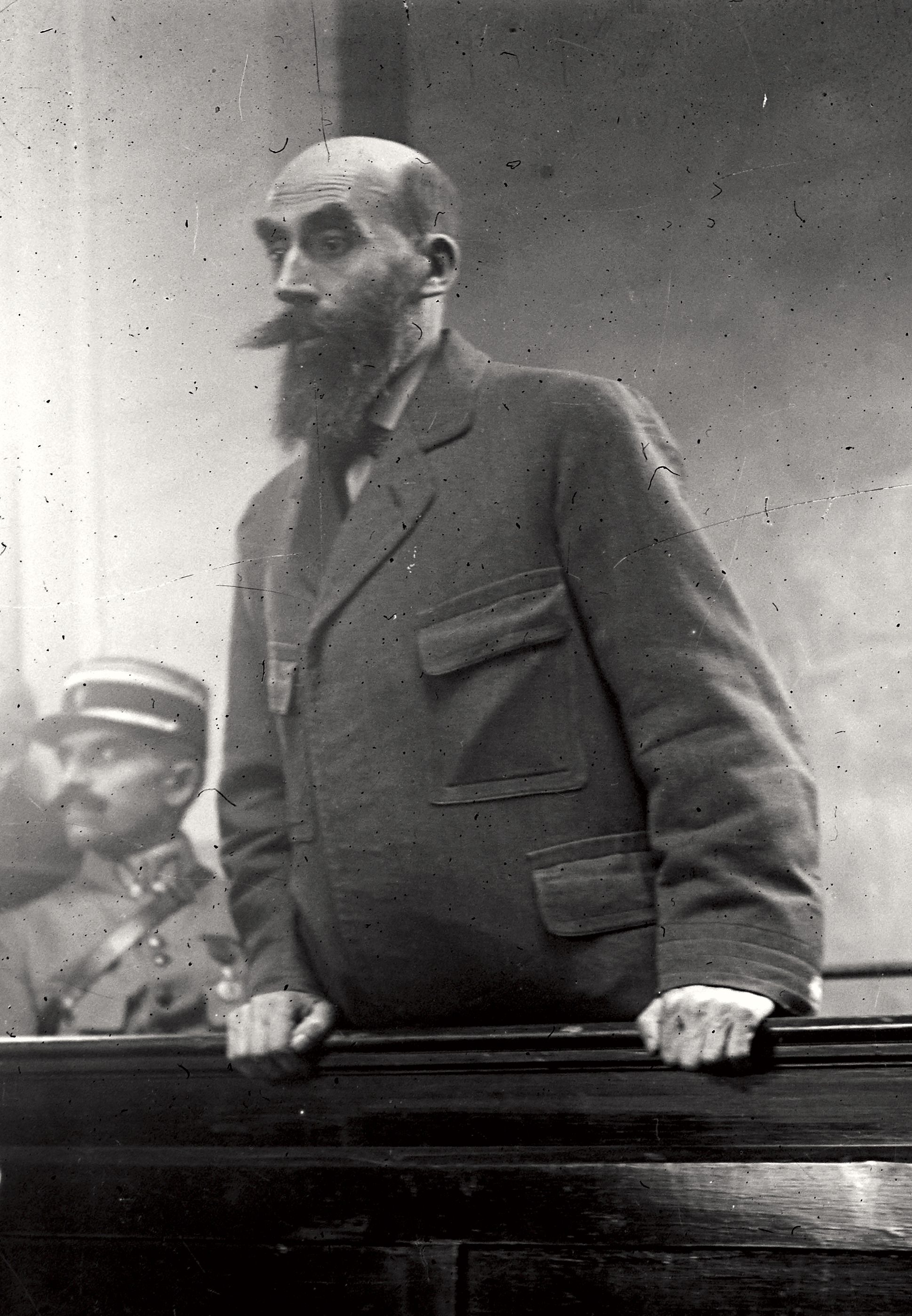
Le célèbre tueur en série et criminel Landru, s’exprimant lors de son procès.

- Le chanteur français François Feldman y possédait une maison de campagne revendue lors de son départ dans le Sud.
- Les peintres Robert Delaunay et son épouse Sonia y possèdent une ferme à partir de 1938 et sont enterrés dans le cimetière de Gambais[38].
- Pierre de Labriffe (propriétaire du château) est le grand-père d’Hortense de Labriffe, née en 1968, mariée entre 1997 et 2010 avec Arnaud Montebourg.
- Le tueur en série Henri Désiré Landru y séjourna et y perpétra la plupart de ses crimes.
- L'actrice Françoise Rosay et son mari le cinéaste Jacques Feyder y possédèrent une résidence secondaire.
- L'acteur Vincent Perez y résidait.
- La cavalière Eugénie Angot y réside.
- La danseuse et comédienne Liliane Montevecchi repose au cimetière de Gambais depuis 2018.